# Power Rangers: Lightspeed Rescue
Power Rangers: Lightspeed Rescue (tạm dịch: Siêu nhân Quang Tốc hoặc Đội cứu hộ Tia chớp) là series thứ 8 của loạt phim truyền hình nổi tiếng Power Rangers, phiên bản Mỹ hóa của Kyuukyuu Sentai GoGoFive. Khác với những bản Power Rangers trước, ở series này các siêu nhân không cần phải giữ danh tính bí mật của mình rằng họ là Ranger, năng lượng siêu nhân, vũ khí và những cỗ máy Zord đều là thành quả của con người, không liên quan gì đến bất kỳ sức mạnh huyền bí nào. Đây cũng là phiên bản đầu tiên phá lệ khi xuất hiện một chiến binh thứ 6 - người mà không có trong bản gốc GoGoFive.

## Nội dung chính
Lũ quỷ bị phong ấn từ nghìn năm về trước vô tình được giải thoát bởi một nhóm du khách Mỹ, Diabolico đã dẫn đường cho chúng trở về căn cứ và âm mưu lên kế hoạch sẽ thống trị vịnh Marina, California, tàn phá cuộc sống của loài người để biến nơi này thành lãnh địa của chúng, tạo bước đà thống trị thế giới. Tổ chức quân sự Lightspeed Rescue, được lãnh đạo bởi William Mitchell đã triệu tập 4 người ưu tú của thành phố cùng con gái Dana. Với những thành tựu khoa học mà lãnh đạo của đội kỹ thuật là Angela Fairweather, tổ chức đã biến họ thành những Power Rangers, trao cho họ sứ mệnh bảo vệ cả thành phố. Đội sau đó còn có thêm sự giúp đỡ của thành viên thứ 6 - Titanium Ranger, sau những thắng lợi trước lũ quỷ, sáu người đã hoàn thành sứ mệnh bảo vệ thành phố, ngăn chặn âm mưu thống trị thế giới của Nữ hoàng Bansheera, nhưng đổi lại tất cả Zord của họ đã bị tiêu diệt
Lightspeed Rescue có 2 lần team up với các siêu nhân khác, lần đầu tiên là hợp tác với Power Rangers: Lost Galaxy chống lại âm mưu trả thù của Trakeena - kẻ thù chính của series trước trong tập 29, 30 và sau đó là với Power Rangers: Time Force chống lại sự trả thù của Vypra - một kẻ thù trong serie Lightspeed Rescue. Lần cuối cùng team up của Lightspeed là trong Forever Red khi Carter trở lại hợp tác với các siêu nhân đỏ từ Mighty Morphin Power Rangers đến Power Rangers: Wild Force

## nhân vật
Carter Grayson/Red Lightspeed Ranger
Anh là thành viên có năng lực nhất trong đội cứu hỏa của Vịnh Mariner. Hồi còn là một cậu bé, Carter cũng đã được cứu
trong một tòa nhà đang cháy bởi một người lính cứu hỏa bí ẩn (chính là William Mitchell). Cuộc gặp gỡ đó đã khiến Carter quyết tâm trở thành lính cứu hỏa. Anh là người đầu tiên nhận vai trò làm một chiến binh sức mạnh Lightspeed. Là một con người quyết đoán và có vai trò rất quan trọng trong đội, khi nào những con quỷ tấn công đội gần thành công mà để sót Carter là một sai lầm lớn, tiêu biểu như tập 35, con nhện tinh Arachnor tấn công và tiến sát đến chiến thắng khi đã bắt các siêu nhân và toàn bộ thành viên ở tổ chức Lightspeed nhưng lại để sót Carter và hắn đã phải trả giá đắt. Anh chính là người đã kết thúc số phận của Nữ hoàng Bansheera khi đạp mụ ta xuống "Thế giới bóng đêm". Anh trở lại trong lần team up với Time Force và trong Forever Red, anh đã đích thân đến gặp Cole (siêu nhân Đỏ trong Wild Force) để mời Cole gia nhập đội siêu nhân Đỏ và trở lại tập 20 của series Power Rangers: Super Megaforce.
Chad Lee/Blue Lightspeed Ranger
Anh là một học viên karate và người huấn luyện cá heo, bình tĩnh, yêu cuộc sống thiên nhiên và đặc biệt anh giành khá nhiều thời gian cho việc huấn luyện cá heo. Ngay sau bài biểu diễn ngoạn mục tại công viên, anh lập tức bị triệu tập để tham gia vào đội cứu hộ tia chớp. Anh là người nhiệt tình, có nhiều kinh nghiệm khi ở dưới nước, nên đã không ít lần thoát hiểm trong những trận chiến dưới biển, anh nổi bật trong tập 22 khi chứng tỏ với sư phụ Tomashiro rằng anh không hề bị mất đi võ công kể cả khi có sức mạnh siêu nhân, anh cũng nổi bật trong tập 28 và 34 khi giúp đỡ con gái thần biển Mariana và cũng là người anh phải lòng. Sau khi bảo vệ thành phố, Chad trở thành người giám hộ bãi biển, anh trở lại trong lần team up với Time Force
Joel Rawlings/Green Lightspeed Ranger
Joel là một phi công tài giỏi, anh được mệnh danh là Chàng cao bồi trên không, Là một người hài hước khiến cả đội có nhiều pha dở khóc, dở cười. Tuy nhiên khi anh nhận ra thảm họa của thành phố đang bị đe dọa bởi những con quỷ, anh không ngần ngại bắt đầu một chuyến phiêu lưu mới khi nói với Đội trưởng Mitchell: "Chúng ta sẽ làm gì đầu tiên". Em trai của Joel là một thần đồng về toán học và thiên văn khi đã giúp đội phá hủy một tiểu hành tinh đang rơi xuống Trái Đất. Anh có tình cảm với Angela và sau khi bảo vệ thành phố, 2 người đã kết hôn và sống hạnh phúc, anh trở lại trong lần team up với Time Force
Dana Mitchell/Pink Lightspeed Ranger
Dana là người con thứ hai của đội trưởng Mitchell, trước khi trở thành chiến binh hồng, Dana là một Phụ tá bác sĩ trong
tổ chức của cha. Cô là người triệu tập đội khi mà cha cô yêu cầu, nhưng chính cô cũng không có ý nghĩ về việc mình sẽ trở thành một siêu nhân. Cô là một người nghiêm túc, có trí thức nên rất được mọi người tin tưởng. Dana từng bị thử thách ở tập 36 khi bị một phụ nữ giàu có lôi kéo trở thành người mẫu nhưng cô đã kiên quyết chọn ước mơ của mình và giúp đỡ cả đội. Sau khi bảo vệ thành phố, cô sống hạnh phúc bên bố và anh trai, trở thành một bác sĩ, cô trở lại trong lần team up với Time Force và tập 20 của power rangers:super megaforce.
Kelsey Winslow/Yellow Lightspeed Ranger
Kelsey được chọn là một chiến binh vì lòng dũng cảm sẵn có trong người cô gái này. Cô ưa thích thể thao mạo hiểm đặc biệt là leo núi. Cô ấy nhiệt tình chấp nhận vai trò của một chiến binh, và chấp nhận với những thách thức, những cuộc chạm trán mới đê có thể thỏa mãn tính ưa thích "rùng mình" của bản thân. Cô chơi khá thân với Chad, Carter và Dana trong đội. Cô khá nổi bật trong tập 33 khi đã động viên một tên trộm - người đã ăn cắp trứng quý của Jinxer - để anh ta giúp đỡ cả đội hoàn thành nhiệm vụ và tìm được công việc. Sau khi bảo vệ thành phố, Kelsey quay lại là vận động viên thể thao mạo hiểm và trở lại trong lần team up với Time Force
Ryan Mitchell/Titanium Ranger
Ryan - một nhân vật đặc biệt khi được Saban xây dựng mà không dựa trên bất kì serie Sentai nào. Anh là con trai của Đội trưởng Mitchell, là anh trai của Dana. Khi Ryan còn là một đứa trẻ, trong một lần đi chơi, xe của 3 cha con họ rơi xuống vách núi, mắc lại vào một cái cây, Mitchell chỉ giữ được chân của Dana, còn Ryan thì sắp rơi xuống. Diabolico xuất hiện, và thỏa thuận sẽ cứu Ryan nếu Mitchell đê Ryan theo hắn. Mitchell đồng ý trong tuyệt vọng và Diabolico biến mất cùng Ryan. Một ngày nọ, Titanium Morpher (Carter đã thất bại khi thử) thử nghiệm đã bị Ryan lấy đi. Để trở thành Titanium ranger nhằm chống lại đội Lightspeed. Nhưng sau khi đã nhận ra sự thật về cha của mình và khi hiểu được câu nói của ông: "Rồi một ngày nào đó con sẽ nhận ra con là người tốt, khi đấy con hãy mở nó ra (Titanium Morpher), anh rời bỏ Diabolico và tham gia cùng với đội chống lại Diabolico. Anh đã bị Diabolico trả thù khi xăm lên lưng anh hình con rắn hổ mang, anh đã phải đến ngôi mộ nơi con quỷ rắn trấn giữ để tiêu diệt nó, giải vết xăm. Khi nhận ra sức mạnh không thể ngăn cẳn của Nữ hoàng Bansheera, anh đã quyết định rời đội đi tìm người pháp sư đã phong ấn chúng để tìm ra cách ngăn chặn, tuy nhiên anh đã thất bại khi Diabolico quá tài phép đánh bật lại câu thần chú của pháp sư. Anh tiếp tục đi tìm hiểu và đã nắm được cách để tiêu diệt Nữ hoàng Bansheera, nhưng mụ đã xuất hiện (tập 39) và bắt anh đi, Carter đã đến căn cứ của mụ để cứu anh. Ở tập cuối, anh đã nói với Carter phải đẩy Nữ hoàng Bansheera xuống "Thế giới bóng đêm" để kết liễu mụ, trong đội anh chơi thân và tỏ ra rất ăn ý với Carter. Sau khi bảo vệ thành phố, anh sống hạnh phúc bên bố và em gái, anh trở lại trong lần team up với Time Force

### Đồng minh
- William "Bill" Mitchell: Đội trưởng tổ chức Lightspeed Rescue, cha của Ryan và Dana. Ông đã từng cứu Carter khi còn là một lính cứu hỏa, ông đã dày công xây dựng tổ chức Lightspeed Rescue. Ông cũng đích thân đến gặp Ryan để làm anh nhớ lại chuyện 20 năm về trước, ở tập 33, ông bị Jinxer lợi dụng khi hắn thôi miên ông nhưng Angela đã kịp thời cứu ông khỏi sự thôi miên
- Angela Fairweather: Người đứng đầu đội khoa học kỹ thuật tổ chức, cô là một người tài giỏi, cha cô đã tạo ra các Zord cho tổ chức, người anh/em của cô là chuyên gia về siêu nhân. Sau khi bảo vệ thành phố, cô kết hôn với Joel, trong tập team up với Time Force, cô đã nói chuyện điện thoại với Carter và giục Joel mau trở lại đội
- Marina: Con gái thần Poseidon, Chad đã phải lòng cô (tập 28) nhưng Vypra đã lợi dụng cô để tấn công Chad và các siêu nhân, sau khi đánh bại được Vypra, Mariana đã nói với Chad rằng họ không thể đến được với nhau, cô có xuất hiện lại trong tập 34 khi nhờ Chad giúp đỡ cha mình, cô là tiên cá nhưng có thể biến đuôi của mình thành chân và đi trên cạn trong một thời gian nhất định
- Lost Galaxy Rangers: là những siêu nhân trong Power Rangers: Lost Galaxy, sau khi bị Leo đánh bại, Trakeena quyết định đáp xuống Vịnh Marina để bắt cóc những người ở đó, tăng sức mạnh rồi trả thù các siêu nhân trong Lost Galaxy và thống trị cả Trái Đất, 5 chiến binh này đã quay lại lấy thanh kiếm đáp xuống Trái Đất và hợp tác với các siêu nhân Lightspeed để ngăn chặn âm mưu này
- Time Force Rangers: là những siêu nhân trong Power Rangers: Time Force, khi Vypra trở lại từ "Thế giới bóng đêm" với kế hoạch trả thù, Carter đã tập hợp lại đội, cùng với những siêu nhân Thời gian ngăn chặn âm mưu này

### phản diện
- Nữ hoàng Bansheera: Kẻ thù chính của đội Lightspeed, mụ có sức mạnh phi thường khó địch và là một kẻ không có trái tim khi đã đang tâm bỏ mặc con mình lại ở "Địa ngục của lũ quỷ" (tập 32), bắt Diabolico bắn các siêu nhân khi Loki vẫn đang chiến đấu với họ. Chính Carter cũng đã nói mụ không thể thắng vì mụ không có trái tim, Bansheera đã bị Carter đạp xuống "Thế giới bóng đêm" để kết thúc số phận của mụ
- Olympius: Con trai của Bansheera, một kẻ có sức mạnh phi thường, hắn xuống hiện ở tập 1 với tình trạng là một đứa trẻ sơ sinh, sau khi các siêu nhân hạ được Diabolico, hắn đã tăng trưởng thành một con quỷ trưởng thành, có sức mạnh vô song nhưng lại tồi ở việc chỉ huy khi nhiều lần thất bại trước các siêu nhân, 2 kế hoạch đáng sợ nhất của hắn là điều khiên một tiểu hành tinh tấn công Trái Đất và biến Trakeena thành quỷ khổng lồ nhưng đều thất bại, khi Diabolico trở lại, 2 người đã xô xát và tranh giành quyền lực, Diabolico đã chiếm ưu thế (tập 32 và 33) khi giam Olympius ở "Địa ngục của lũ quỷ" và hắn cũng thất bại thảm hại trong một lần tử chiến với các siêu nhân. Ở tập 38, hắn trở lại, đánh bại và biến Diabolico thành tay sai nhưng bị các siêu nhân tiêu diệt bằng những vũ khí tối tân, hắn cùng Diabolico cũng bị tiêu diệt ở dạng khổng lồ bởi Lifeforce Megazord
- Diabolico (tiếng Tây Ban Nha là con quỷ) xuất hiện ở phần đầu phim khi đã chỉ dẫn lũ quỷ về căn cứ, hắn là kẻ thù chính đầu tiên trước Nữ hoàng Bansheera, khi hắn bị các siêu nhân tiêu diệt, Bansheera và Olympius trở thành kẻ thù chính, Diabolico đã được Vypra và Loki hồi sinh, hắn trở lại, tranh giành quyền lực với Olympius và ban đầu thắng lợi. Diabolico có dấu hiệu làm phản khi phẫn uất trước sự vô cảm của Nữ hoàng, mụ lợi dụng Loki - bạn tâm giao của hắn - và bắt Diabolico bắn các siêu nhân khi Loki vẫn đang chiến đấu với họ, mặc cho Diabolico từ chối, mụ vẫn điều khiển tay hắn để nổ súng. Kết cục là Loki chết, các siêu nhân lại thoát. Ở tập 38, Olympius trở lại, đánh bại và biến Diabolico thành tay sai nhưng bị Carter đánh thức nỗi căm thù Nữ hoàng Bansheera, Diabolico bị Olympius giết và sau đó bị tiêu diệt ở dạng khổng lồ bởi Lifeforce Megazord. Khi Nữ hoàng Bansheera bị Carter đạp xuống "Thế giới bóng đêm", mụ đã căng dây trói Carter nhằm đưa anh xuống cùng, hồn Diabolico hiện về, cắt đứt sợi dây cứu Carter
- Vypra: Tay sai của Diabolico và Olympius, là nữ yêu quái duy nhất trong băng nhóm của Diabolico và cũng là nữ quỷ duy nhất có hình dạng giống y như con người, là nữ yêu quái mưu mô và sắc sảo, cô có rất nhiều kế hoạch và thủ đoạn thâm hiểm để tiêu diệt các chiến binh nhưng đa phần đều thất bại, cô cùng với Loki đã thành công trong việc hồi sinh Diabolico sống lại từ địa ngục quỷ dữ, sau đó cô đã trở thành vật hiến tế của Bansheera để Nữ hoàng có thể hoàn thiện sức mạnh. Cô trở lại trong Power Rangers: Time Force nhưng đã bị những vũ khí tối tân của Time Force và Lightspeed tiêu diệt
- Loki: Giống như Vypra nhưng Loki chỉ là một tướng cận vệ, là kẻ hấp tấp nóng nảy vội vã và dễ nổi giận nhất ở trong nhóm, hắn luôn tự cao tự đại cho rằng mình là nhân tố quan trọng và là kẻ tài giỏi thông minh nhất ở trong băng nhóm nhưng lại luôn thiếu suy nghĩ kĩ trước khi hành động, nhưng bù lại là kẻ có sức khỏe nhất ở trong băng nhóm yêu quỷ, Loki nổi bật khi trở thành con bài của Bansheera và kích thích lòng căm thù Bansheera của Diabolico
- Jinxer: Quân sư của Nữ hoàng, là một thầy phù thủy thông thạo về ma thuật, hắn được giao nhiệm vụ chuyên gọi quái vật và biến chúng thành khổng lồ, hắn đã từng thôi miên đội trưởng Michell để tăng sức mạnh cho Olympius và Angela đã kịp thời giải thoát. Ở tập 39, hắn không còn quái vật nhưng đã biến Lifeforce Megazord và Omega Megazord thành của hắn để tàn phá thành phố, các siêu nhân không còn cách nào là phải hy sinh Zord, hắn chết khi đang điều khiển Omega Megazord - con Zord mà Carter đã phải hy sinh phương tiện của mình để tiêu diệt

## Zords
1. Lightspeed Solarzord
2. Lightspeed Megazord (Lightspeed Rescuezords)

```
* Pyro Rescue 1 
* Aqua Rescue 2 
* Aero Rescue 3 
* Haz Rescue 4 
* Med Rescue 5 
```

1. Max Solarzord
2. Lifeforce Megazord

Rail Rescue System
1. Supertrain Megazord (Rail Rescues)

```
* Rail Rescue 1 
* Rail Rescue 2 
* Rail Rescue 3 
* Rail Rescue 4 
* Rail Rescue 5
```

Omegazord System
1. Orion Omega Megazord

```
# Omega Crawler/Omega Megazord (Omegazords) 
* Omegazord 1 
* Omegazord 2 
* Omegazord 3
* Omegazord 4
* Omegazord 5
```

## Tập phim
1. Operation Lightspeed
2. Lightspeed Teamwork
3. Trial By Fire
4. Riding the Edge
5. A Matter of Trust
6. Wheels of Destruction
7. Cyborg Rangers
8. Up to the Challenge
9. Go Volcanic
10. Rising From Ashes
11. From Deep in the Shadows
12. Truth Discovered
13. Ryan's Destiny
14. Curse of the Cobra
15. Strength of the Sun
16. The Cobra Strikes
17. Olympius Ascends
18. A Face from the Past
19. The Queen's Return
20. The Omega Project
21. The Fifth Crystal
22. The Chosen Path
23. Yesterday Again
24. As Time Runs Out
25. In the Freeze Zone
26. The Mighty Mega Battles
27. The Great Egg Caper
28. Ocean Blue
29. Trakeena's Revenge, Part 1
30. Trakeena's Revenge, Part 2
31. The Last Ranger
32. Sorcerer of the Sands
33. Olympius Unbound
34. Neptune's Daughter
35. Web War
36. In the Limelight
37. Wrath of the Queen
38. Rise of the Super Demons
39. The Fate of Lightspeed, Pt. 1
40. The Fate of Lightspeed, Pt. 2

## Diễn viên
- Sean Cw Johnson vai Carter Grayson, siêu nhân đỏ
- Michael Chaturantabut vai Chad Lee, siêu nhân xanh nước biển
- Keith Robinson vai Joel Rawlings, siêu nhân xanh lá cây
- Sasha Williams vai Kelsey Winslow, siêu nhân vàng
- Alison MacInnis vai Dana Mitchell, siêu nhân hồng
- Rhett Fisher vai Ryan Mitchell, siêu nhân Titan
- Ron Rogge vai đội trưởng William Mitchell
- Monica Louwerens vai Angela Fairweather
- Diane Salinger lồng tiếng Nữ hoàng Bansheera
- Neil Kaplan lồng tiếng Diabolico
- Jennifer L. Yen vai Vypra
- Michael Forest lồng tiếng Hoàng tử Olympius
- David Lodge lồng tiếng Loki
- Kim Strauss lồng tiếng Jinxer